# Stopplaats Tjamsweer
Stopplaats Tjamsweer (telegrafische code: tw) is een voormalig stopplaats aan de spoorlijn Groningen - Delfzijl, destijds aangelegd door de Staat der Nederlanden. De stopplaats lag ten noorden van Tjamsweer, ten zuiden van Jukwerd en ten westen van de stad Appingedam. Aan de spoorlijn werd de stopplaats voorafgegaan door stopplaats Oosterwijtwerd en gevolgd door station Appingedam. Het nummer van de wachtpost was 32.
Stopplaats Tjamsweer werd geopend op 15 juni 1884. Wanneer de stopplaats gesloten is, is niet bekend, maar wordt bijvoorbeeld nog wel genoemd op de kadastrale kaart van 1922. Bij de stopplaats was een wachthuis aanwezig met het nummer 31. Tot begin 20e eeuw droeg de stopplaats de naam stopplaats Oosterwijtwerd en stopplaats Oosterwijtwerd de naam `t Zandt. Dit werd echter aangepast in 1904.
0,0: Groningen ·
Kostverloren ·
3,9: Groningen Noord ·
Adorp ·
10,9: Sauwerd ·
Wolddijk ·
15,1: Bedum ·
18: Middelstum ·
21,9: Stedum ·
25,9: Loppersum ·
Eenum ·
Oosterwijtwerd ·
Tjamsweer ·
33,6: Appingedam ·
36: Uitwierde ·
36,3: Delfzijl West ·
37,9: Delfzijl
Appingedam · 
Bad Nieuweschans ·
Baflo · 
Bedum · 
Delfzijl · 
-West · 
Eemshaven ·
Grijpskerk · 
Groningen · 
-Europapark ·
-Noord ·
Haren · 
Hoogezand-Sappemeer · 
Kropswolde · 
Loppersum · 
Martenshoek · 
Roodeschool · 
Sauwerd · 
Scheemda · 
Stedum · 
Uithuizen · 
Uithuizermeeden · 
Usquert · 
Veendam · 
Warffum · 
Winschoten · 
Winsum · 
Zuidbroek · 
Zuidhorn
Voormalige stations: zie de lijst van voormalige spoorwegstations in Groningen